# Thermes Gellért
Les Thermes Gellért (en hongrois : Gellért gyógyfürdő) sont un établissement thermal situé dans le 11e arrondissement de Budapest, au pied du Gellért-hegy. 
Ils sont adossés à l'hôtel Gellért, célèbre pour ses décors Sécession, construit entre 1912 et 1918 par les architectes Ármin Hegedűs, Artúr Sebestyén et Izidor Sterk.

## Origine
La première mention de sources médicinales à cet endroit date du règne d'András II au XIIIe siècle. Un hôpital occupa le site au Moyen Âge, puis les Ottomans y édifièrent des thermes évoqués par Evliya Çelebi, écrivain turc célèbre pour ses récits de voyages.
Modernisé lors de sa restauration après la Seconde Guerre mondiale, le complexe thermal comprend un institut d'hydrothérapie installé dans un cadre d'époque mais doté d'équipements modernes.

## Galerie

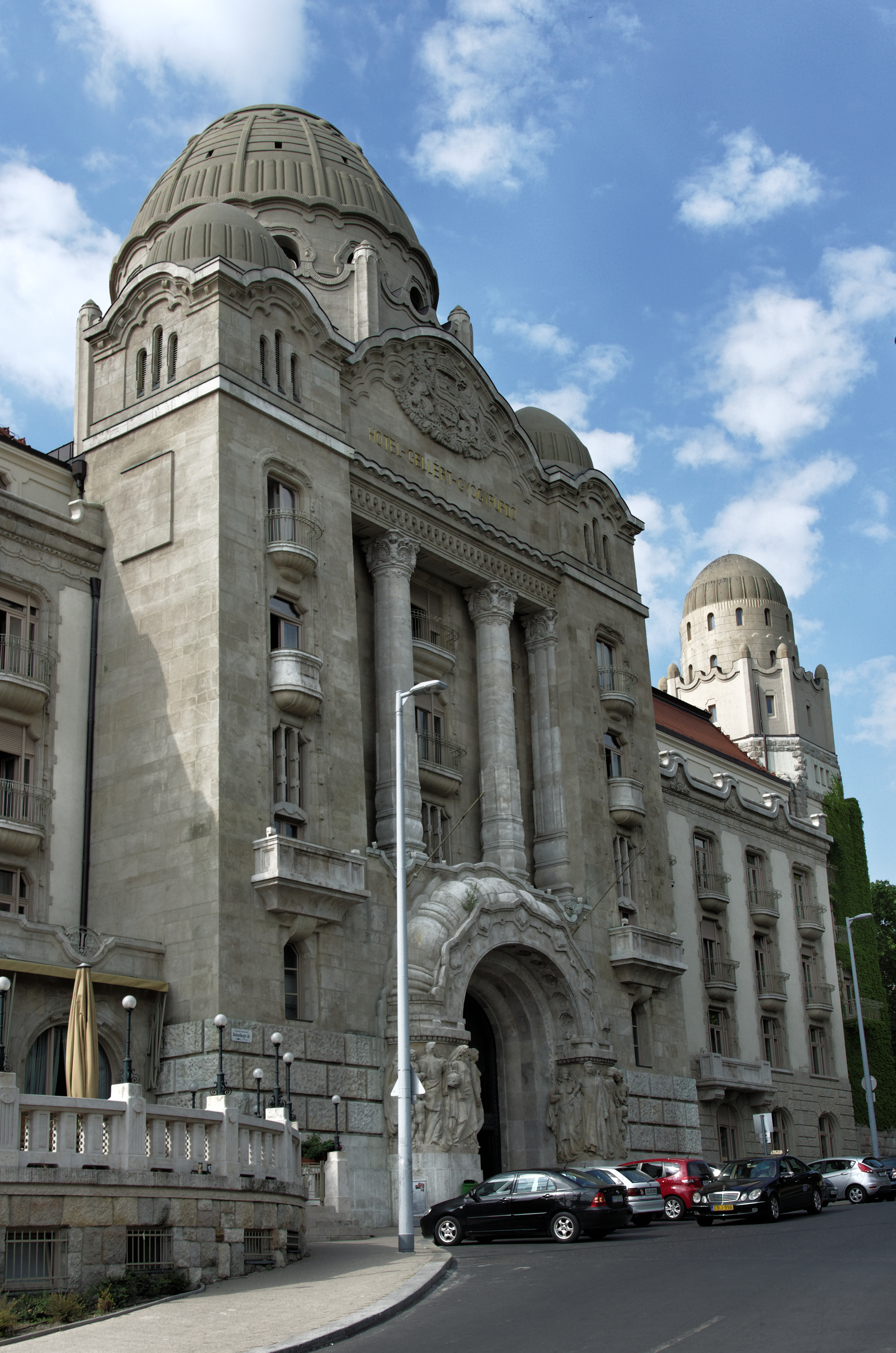
Entrée du complexe thermal. Au second plan, une tour à l'orientale inspirée des Stūpas indiens.
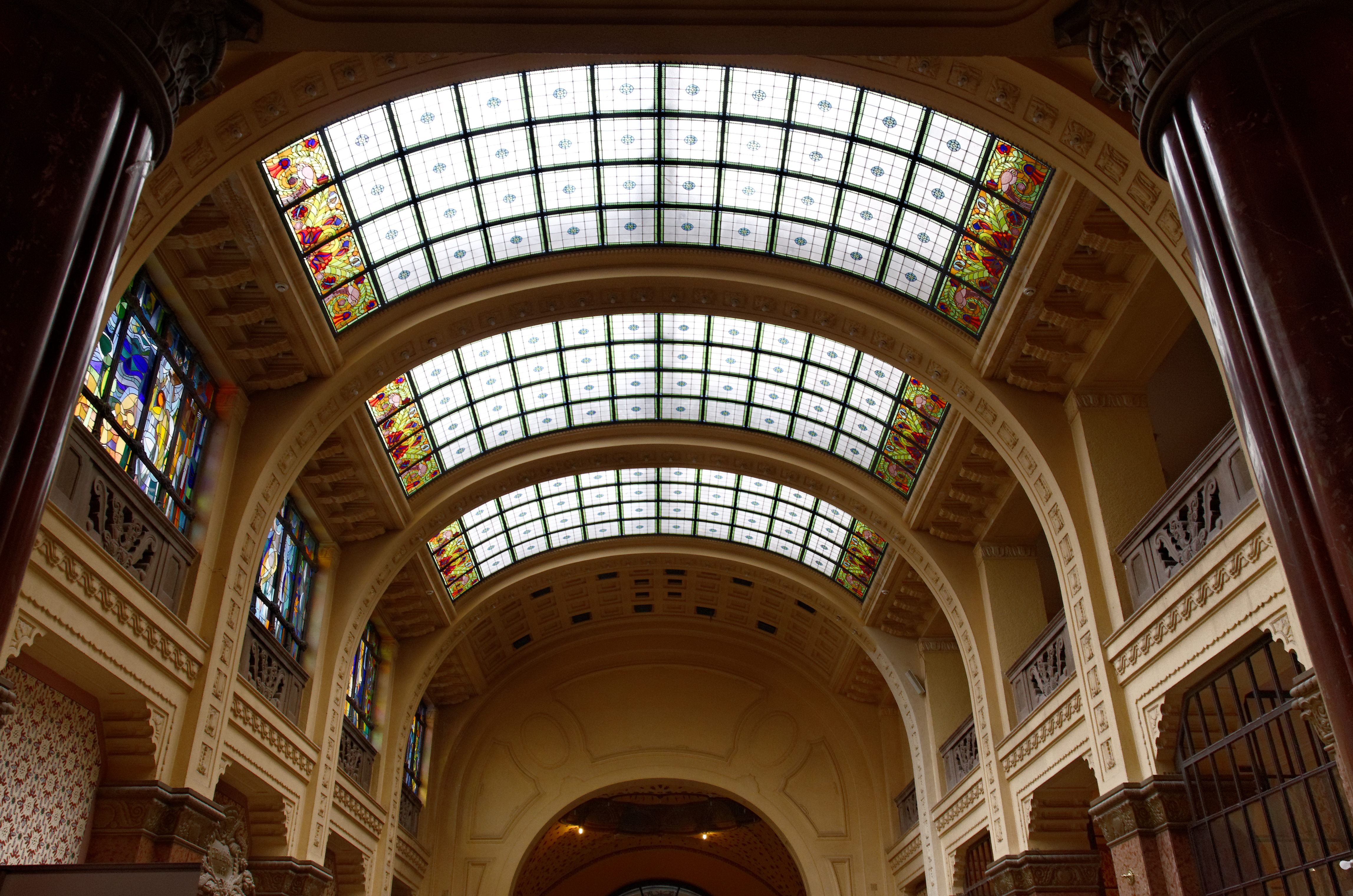
Vue générale du hall d'entrée.
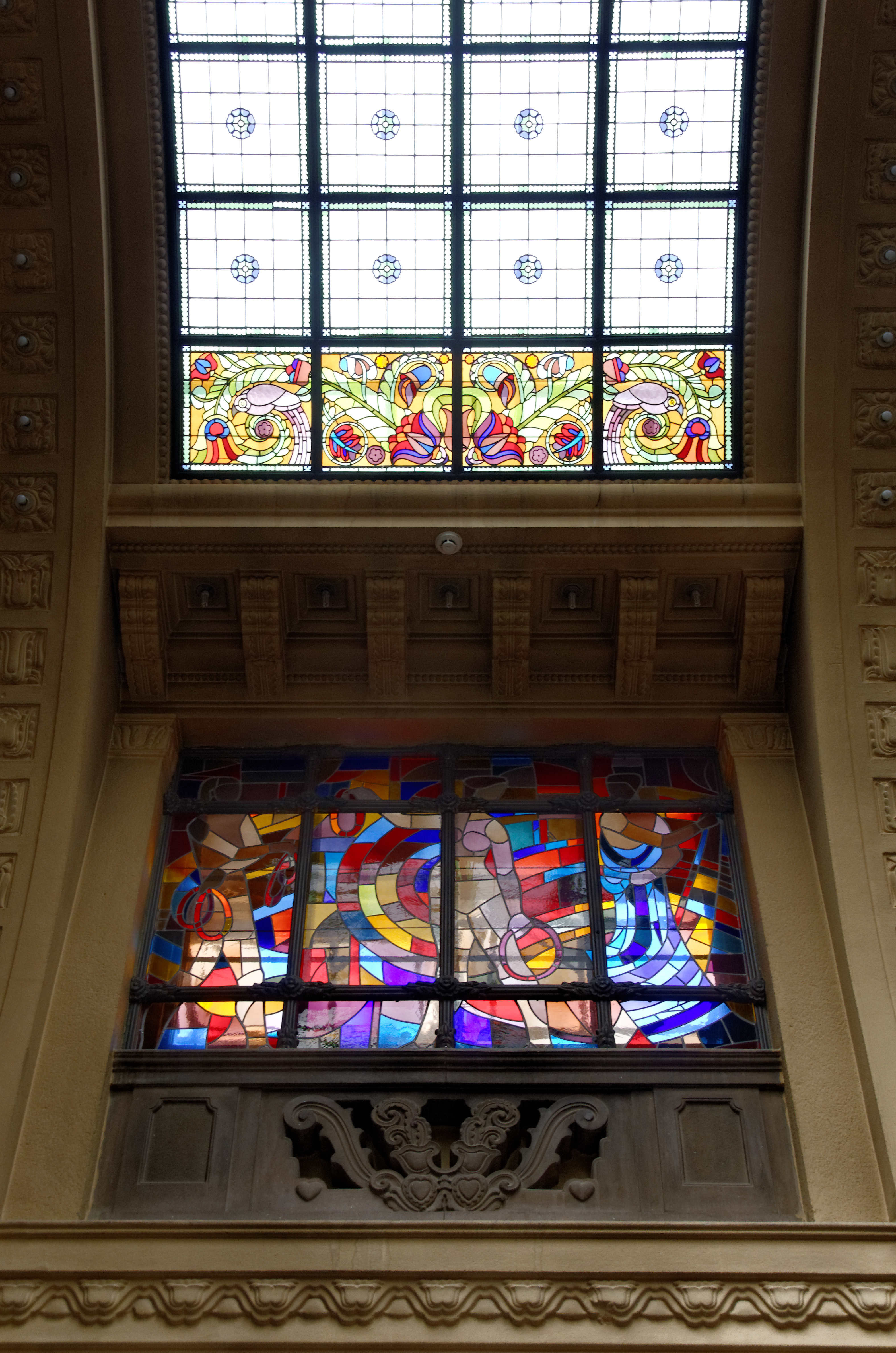
Détail de la verrière du hall d'entrée.